# 俄罗斯士兵母亲委员会联盟
俄罗斯士兵母亲委员会联盟（俄语：Союз Комитетов Солдатских Матерей России）是一个致力于揭发俄军内部对人权的侵犯的民间组织，建于1989年。
该组织在俄罗斯社会中推广关于服役的法律规则，告诉全社会武装部队应该是一个民主社群。它还像士兵及其家庭提供免费法律咨询，并介入老兵或长官对普通士兵的虐待事件。该组织曾于1995年获拉夫托纪念奖，1996年获良好生活方式奖。